# اموریا
اموریا (به لاتین: Amuria) یک منطقهٔ مسکونی در اوگاندا است که در بخش اموریا واقع شده‌است.

## خصوصیات
اموریا ۶٬۰۰۰ نفر جمعیت دارد و ۱٬۲۰۰ متر بالاتر از سطح دریا واقع شده‌است.